# Никодим бен-Горион
Никодим бен-Горион (также Накдимон бен-Гурион; ивр. נקדימון בן גוריון‎) — иерусалимский богач I века, один из наиболее влиятельных членов «партии мира» во время иудейского восстания (66 год) при Веспасиане.
Предполагают, что в действительности он назывался Буна (Buni или Bunai), Никодим — игра слов с намёком на чудо, которое произошло, когда ему понадобилось пополнить цистерны водой (Таан., 19б, 20а). Во время войны Никодим, как и его богатые друзья Бен-Калба Саббуа (ивр. בן כלבא שבוע‎; фр. Kalba Savoua) и Бен-Цицит (Ben Tzitzit), оказался на стороне Рима. Он настраивал иудейского военачальника Бар-Гиору против зелотов, за что последние сожгли его богатые запасы. Такая же участь постигла и его друзей (Гит., 56а).

## Источник
- Никодим бен-Горион // Еврейская энциклопедия Брокгауза и Ефрона. — СПб., 1908—1913.